# Paul Arriola
Paul Joseph Arriola Hendricks (* 5. Februar 1995 in Chula Vista, Kalifornien) ist ein US-amerikanischer Fußballspieler. Der Stürmer spielt aktuell für den US-amerikanischen Erstligisten FC Dallas.

## Leben
Paul Arriola stammt aus Chula Vista, einem Vorort von San Diego. Der US-Amerikaner hat mexikanische Vorfahren, seine Großeltern sind Einwanderer. In seiner Heimatstadt besuchte er die Mater Dei Catholic High School. Er besitzt neben der US-amerikanischen, auch die mexikanische Staatsbürgerschaft.

## Karriere

### Jugend
Arriola ging 2010 zur IMG Academy in Bradenton, Florida und besuchte diese zwei Jahre lang. Anschließend spielte er für den Arsenal FC im kalifornischen Temecula. 2012 wechselte er weiter in das Academy Programm von Los Angeles Galaxy.

### Profi in Mexiko
Im Dezember 2012 wurde Arriola von Club Tijuana zu einem Probetraining eingeladen. Er hatte bereits vorher schon einmal bei dem mexikanischen Erstligisten vorgespielt. Tijuana nahm den Stürmer unter Vertrag, nachdem dieser ein Angebot von LA Galaxy abgesagt hatte. Am 19. Juli 2013 gab er sein Debüt in der Liga MX.

### Rückkehr in die USA
Am 9. August 2017 wechselte Arriola zu D.C. United nach Washington. Mit dem Verein erreichte er bisher zweimal den Einzug in die MLS Cup Play-offs sowie das Achtelfinale des U.S. Open Cups.

### Leihe nach Wales
Anfang Februar 2021 wurde Arriola für zwei Monate an den englischen Zweitligisten Swansea City verliehen und absolvierte in dieser Zeit zwei Liga- sowie eine Pokalpartie.

### Nationalmannschaft
Seit seinem 15. Lebensjahr war Arriola in diversen Jugendnationalmannschaften der USA vertreten. So nahm er CONCACAF U-17-Meisterschaft 2011 teil, konnte dort aber aufgrund einer Verletzung kein Spiel bestreiten. Bei der U-17-Fußball-Weltmeisterschaft 2011 stand er bei allen vier Spielen auf dem Platz. 2013 nahm er mit der U-18 Nationalmannschaft an einer Europa-Reise teil, wo die Mannschaft diverse Testspiele bestritt. Als Teil der U-20 Nationalmannschaft der USA nahm er U-20-Fußball-Weltmeisterschaft 2015 teil und erreichte das Viertelfinale des Turniers.
Am 22. Mai 2016 gab Arriola sein Debüt für die Fußballnationalmannschaft der Vereinigten Staaten in einem Freundschaftsspiel gegen Puerto Rico. In dem Spiel erzielte er sein erstes Länderspieltor. Ein Jahr später gewann er mit der Auswahl den CONCACAF Gold Cup durch einen 2:1-Sieg im Finale über Jamaika.

## Erfolge
- CONCACAF-Gold-Cup-Sieger: 2017